# トモグヴィ地震
トモグヴィ地震（トモグヴィじしん、グルジア語: თმოგვის მიწისძვრა、グルジア語ラテン翻字: Tmogvismits isdzvra）は、1088年の4月16日または4月22日、復活祭当日にジョージア王国の南部で発生した地震である。この地震によりジャヴァヘティ地方にあるトモグヴィ要塞が崩壊したことが中世ジョージアの年代記に具体的に記されていることから、この名がつけられた。地震の規模は表面波マグニチュードで 6.5、震央震度はMSKスケールで I0=9と推定されている。

## 歴史
トモグヴィ地震はジョージア域内で観測された歴史地震の中でも、特に破壊的な地震の一つであり、小コーカサス山脈のジャヴァヘティ高原にある活断層と密接に関連している。

## 主な被害

### トモグヴィ要塞
『カルトリ年代記』を構成する12世紀の匿名の著作『王の中の王ダヴィトの生涯』によると、この地震は「主イエス・キリストの復活の日」にジョージアを襲った。年代記は広範囲にわたる破壊と多数の犠牲者を報告しており、「恐ろしい大地の揺れ」が「一年にわたって」続いたと記している。著者は特に、トモグヴィ要塞の崩壊に言及し、その領主であるカハベルとその妻が下敷きになったと具体的に記している。

それゆえ、まさに主イエス・キリストの復活の日である復活祭の日に、本来そこには喜びと安らぎがあるものだが、主は怒りをもって顧み、大地をその礎から震わせ、それはあまりに激しく、高き山々と堅き岩々は砕け散り、町や村は破壊され、聖堂は倒壊し、家々は飲み込まれて押し潰され、その住民たちの墓となった。その中でトモグヴィもまた崩れ、ニアニアの子カハベリは妻とともに飲み込まれた。そして、このような恐ろしい大地の揺れは一年にわたって続き、その間に数えきれない多くの命が失われた。

ამისთჳს-ცა დღესა აღვსებასა, თჳთ მას აღდგომასა უფლისა ჩუენისა იესო ქრისტესსა, რომელსა შინა სიხარული და განსუენება ჯერ იყო, მოხედნა უფალმან რისხვითა და შეძრა ქუეყანა საფუძველითურთ, ესე-ოდენ სასტიკად, ვიდრემდის მთანი მაღალნი და კლდენი მყარნი სახედ მტუერისა დაიგალნეს, ქალაქნი და სოფელნი დაირღუეს, ეკლესიანი დაეცნეს, და სახლნი დაინთქნეს და დაზულეს, და იქმნეს საფლავ მას შინა მკჳდრთა. რომელთა თანა თმოგჳ-ცა დაიქცა და დაიპყრნა ქუეშე კახაბერი ძე ნიანიასი ცოლით-ურთ. და განგრძელდა ესე-ვითარი ძრვა ქუეყანისა საშინელი ვიდრე წელიწდამდის, რომელსა შინა მოსწყდა სიმრავლე ურიცხჳ. 
—ცხოვრება მეფეთ-მეფისა დავითისა  (ジョージア語). ウィキソースより。

### ベルタカナ
地震によって、旧ベルタカナ村の西側、ムツクヴァリ川右岸で岩盤すべりが発生した。その規模は面積約4平方キロメートル、体積は5億立方メートルであった。この岩盤すべりはムツクヴァリ川を左岸まで横切り、高さ100メートルのダムを形成して皮を堰き止め、谷の上段三段の段丘を埋没させた。この結果、岩盤すべりの南側には全長3キロメートルの湖が形成された。これは深さ30メートルから35メートルの湖沼堆積物により、地質学的に裏付けられている。岩盤すべりはアハルカラキの台地の西側を崩壊させた。

### ナカラケヴィ
トモグヴィ地震は、ムツクヴァリ川右岸で地すべりを引き起こした。この地すべりは、ムツクヴァリ川に沿って15キロメートル以上の長さに及んだ。崩壊した崖と基底部の最大距離は900メートルに達し、地すべりの体積はおよそ4000万立法メートルであった。この地すべりによってツンダ村の集落が埋没し、同名のツンダ湖が形成された。また、地すべりは2平方キロメートルを超える不均一な丘陵状の地形を形成した。現在のナカラケヴィ村の大部分は、この地形の上に位置している。